# Brett Harkins
Brett A. Harkins (né le 2 juillet 1970 à North Ridgeville, dans l'État de l'Ohio aux États-Unis) est un joueur professionnel retraité de hockey sur glace ayant évolué à la position d'ailier gauche.

## Carrière
Réclamé au septième tour par les Islanders de New York lors du repêchage d'entrée de 1989 de la Ligue nationale de hockey alors qu'il évolue pour les Compuware Ambassadors de Détroit de la North American Hockey League. Harkins rejoint pour la saison suivante les Falcons de Bowling Green, club de la Central Collegiate Hockey Association, division de la NCAA.
Au terme de son séjour de quatre saisons avec les Falcons et n'ayant pas décroché d'entente avec les Islanders, il se joint aux Rollerbees de l'Utah, club de Roller in line hockey, pour qui il dispute 6 rencontres durant l'été 1993 avant de retourner au hockey sur glace en acceptant un contrat avec les Red Wings de l'Adirondack, club de la Ligue américaine de hockey.
Harkins s'entend pour la saison suivante avec les Bruins de Boston et rejoint alors leur club affilié en LAH, les Bruins de Providence et domine ces derniers au chapitre des passes décisives avec 69. Il obtient également au cours de cette saison son premier départ en LNH récoltant une aide.
En 1995-1996, il s'aligne pour les Panthers de la Floride pour huit parties, disputant le reste de l'année avec les Monarchs de la Caroline club affilié aux Panthers dans la LAH. Il revient en tant qu'agent libre avec les Bruins pour la saison suivante avant de rejoindre les Lumberjacks de Cleveland, club de la Ligue internationale de hockey.
Il passe les quatre saisons qui suivent en LIH, s'illustrant comme un des meilleurs fabricants de jeu de la ligue et se classant parmi les meilleurs pointeurs à chaque saison. Avec l'arrivée des Blue Jackets de Columbus, Brett Harkins obtient une chance d'effectuer un retour dans la grande ligue alors qu'il dispute 25 rencontres avec ces derniers lors de la saison 2001-2002.
Au terme de cette saison, il quitte pour l'Europe, partageant les six saisons suivantes entre la SM-Liiga en Finlande et les ligues Elitserien et Allsvenskan de Suède. Il annonce son retrait de la compétition à l'été 2008.

## Statistiques
| Saison     | Équipe                           | Ligue       |    | Saison régulière | Saison régulière | Saison régulière | Saison régulière | Saison régulière |   | Séries éliminatoires | Séries éliminatoires | Séries éliminatoires | Séries éliminatoires | Séries éliminatoires |
| Saison     | Équipe                           | Ligue       | PJ | B                | A                | Pts              | Pun              | PJ               | B | A                    | Pts                  | Pun                  |                      |                      |
| 1988-1989  | Compuware Ambassadors de Détroit | NAHL        | 38 | 23               | 46               | 69               | 94               |                  |   |                      |                      |                      |                      |                      |
| 1989-1990  | Falcons de Bowling Green         | CCHA        | 41 | 11               | 43               | 54               | 45               |                  |   |                      |                      |                      |                      |                      |
| 1990-1991  | Falcons de Bowling Green         | CCHA        | 40 | 22               | 38               | 60               | 30               |                  |   |                      |                      |                      |                      |                      |
| 1991-1992  | Falcons de Bowling Green         | CCHA        | 34 | 8                | 39               | 47               | 32               |                  |   |                      |                      |                      |                      |                      |
| 1992-1993  | Falcons de Bowling Green         | CCHA        | 35 | 19               | 28               | 47               | 28               |                  |   |                      |                      |                      |                      |                      |
| 1993       | Rollerbees de l'Utah             | RIH         | 6  | 5                | 10               | 15               | 8                |                  |   |                      |                      |                      |                      |                      |
| 1993-1994  | Red Wings de l'Adirondack        | LAH         | 80 | 22               | 47               | 69               | 23               | 10               | 1 | 5                    | 6                    | 4                    |                      |                      |
| 1994-1995  | Bruins de Boston                 | LNH         | 1  | 0                | 1                | 1                | 0                |                  |   |                      |                      |                      |                      |                      |
| 1994-1995  | Bruins de Providence             | LAH         | 80 | 23               | 69               | 92               | 32               | 13               | 8 | 14                   | 22                   | 4                    |                      |                      |
| 1995-1996  | Panthers de la Floride           | LNH         | 8  | 0                | 3                | 3                | 6                |                  |   |                      |                      |                      |                      |                      |
| 1995-1996  | Monarchs de la Caroline          | LAH         | 55 | 23               | 71               | 94               | 44               |                  |   |                      |                      |                      |                      |                      |
| 1996-1997  | Bruins de Boston                 | LNH         | 44 | 4                | 14               | 18               | 8                |                  |   |                      |                      |                      |                      |                      |
| 1996-1997  | Bruins de Providence             | LAH         | 28 | 9                | 31               | 40               | 32               | 10               | 2 | 10                   | 12                   | 0                    |                      |                      |
| 1997-1998  | Lumberjacks de Cleveland         | LIH         | 80 | 32               | 62               | 94               | 82               | 10               | 4 | 13                   | 17                   | 4                    |                      |                      |
| 1998-1999  | Lumberjacks de Cleveland         | LIH         | 74 | 20               | 67               | 87               | 84               |                  |   |                      |                      |                      |                      |                      |
| 1999-2000  | Lumberjacks de Cleveland         | LIH         | 76 | 20               | 50               | 70               | 79               | 9                | 2 | 8                    | 10                   | 6                    |                      |                      |
| 2000-2001  | Aeros de Houston                 | LIH         | 81 | 16               | 64               | 80               | 51               | 7                | 0 | 3                    | 3                    | 8                    |                      |                      |
| 2001-2002  | Blue Jackets de Columbus         | LNH         | 25 | 2                | 12               | 14               | 8                |                  |   |                      |                      |                      |                      |                      |
| 2001-2002  | Crunch de Syracuse               | LAH         | 22 | 4                | 20               | 24               | 13               |                  |   |                      |                      |                      |                      |                      |
| 2002-2003  | Skellefteå AIK                   | Allsvenskan | 33 | 15               | 23               | 38               | 77               |                  |   |                      |                      |                      |                      |                      |
| 2003-2004  | HIFK                             | SM-Liiga    | 52 | 10               | 49               | 59               | 65               | 13               | 4 | 9                    | 13                   | 12                   |                      |                      |
| 2004-2005  | HIFK                             | SM-Liiga    | 52 | 4                | 30               | 34               | 83               | 5                | 0 | 0                    | 0                    | 4                    |                      |                      |
| 2005-2006  | Skellefteå AIK                   | Allsvenskan | 26 | 4                | 30               | 34               | 77               |                  |   |                      |                      |                      |                      |                      |
| 2005-2006  | Jokerit Helsinki                 | SM-Liiga    | 10 | 1                | 2                | 3                | 2                |                  |   |                      |                      |                      |                      |                      |
| 2006-2007  | Skellefteå AIK                   | Elitserien  | 32 | 1                | 13               | 14               | 18               |                  |   |                      |                      |                      |                      |                      |
| 2006-2007  | Rögle BK                         | Allsvenskan | 5  | 1                | 5                | 6                | 2                |                  |   |                      |                      |                      |                      |                      |
| 2007-2008  | Rögle BK                         | Allsvenskan | 35 | 3                | 24               | 27               | 67               |                  |   |                      |                      |                      |                      |                      |
| Totaux LNH | Totaux LNH                       | Totaux LNH  | 78 | 6                | 30               | 36               | 22               |                  |   |                      |                      |                      |                      |                      |

## Transactions
- Repêchage 1989 : repêché par les Islanders de New York (7e choix de l'équipe, 133e au total).
- septembre 1993 : signe à titre d'agent libre avec les Red Wings de l'Adirondack.
- 1er juillet 1994 : signe à titre d'agent libre avec les Bruins de Boston.
- 24 juillet 1995 : signe à titre d'agent libre avec les Panthers de la Floride.
- 4 septembre 1996 : signe à titre d'agent libre avec les Bruins de Boston.
- 29 mai 2001 : signe à titre d'agent libre avec les Blue Jackets de Columbus.
- 4 juillet 2002 : signe à titre d'agent libre avec le Skellefteå AIK.

## Parenté dans le sport
Il est le frère de Todd Harkins, également ancien joueur de la Ligue nationale de hockey, il fut repêché par les Flames de Calgary en 1988.